# ناحیه جنوب غربی جزیره پنانگ
ناحیه جنوب غربی جزیره پنانگ (به لاتین: Southwest Penang Island District) (مالایی: Daerah Barat Daya Pulau Pinang) یک ناحیه در ایالت پنانگ مالزی است. این ناحیه، نیمهٔ جنوب غربی جزیره پنانگ را دربر گرفته است و از سمت شرق با ناحیه شمال شرقی جزیره پنانگ هم‌مرز است. مساحت آن بالغ بر ۱۷۵ کیلومتر مربع (۶۸ مایل مربع) است و جمعیت این ناحیه بنابر آمار سال ۲۰۱۰، بالغ بر ۱۹۷٬۱۳۱ نفر می‌باشد. بالیک پولائو، مرکز مدیریتی ناحیه است، در صورتی که بایان لپاس، بزرگ‌ترین شهر این ناحیه می‌باشد.
هرچند جزیره پنانگ، شامل دو ناحیه است ولی هر دو ناحیه تحت حاکمیت شهر جرج تاون، که تمام جزیره و جزایر خرد اطراف آن را در حیطه خود گرفته، قرار دارند.